# الانتخابات المحلية النرويجية لعام 1945
الانتخابات المحلية النرويجية لعام 1945 هي الانتخابات المحلية في دولة النرويج التي اقيمت في عام 1945.

## نتيجة الانتخابات المحلية لعام 1945
- نتائج الانتخابات المحلية لعام 1945.[1]
- حزب العمال النرويجي (39.8%)
- الحزب الشيوعي النرويجي (11.4%)
- حزب المحافظين النرويجي (9.7%)
- الحزب الليبرالي النرويجي (8.0%)
- الحزب الديموقراطي المسيحي النرويجي (7.9%)
- حزب الوسط النرويجي (3.9%)
- أحزاب أخرى (19.3%)